# Chersiphron van Knossos
Chersiphron van Knossos (Oudgrieks: Χερσίφρων / Chersiphrōn) was een bouwmeester uit Knossos op Kreta.
Hij was de vader van Metagenes van Knossos en was samen met zijn zoon de uitvinder of de verbeteraar van de Ionische orde. Hij had ook samen met zijn zoon deel aan de bouw van de tempel van Artemis in Efeze.

## Referentie
- art. Metagenes (2), in F. Lübker - trad. ed. J.D. Van Hoëvell, Classisch Woordenboek van Kunsten en Wetenschappen, Rotterdam, 1857, p. 606.